# Neville Marriner
Sir Neville Marriner, CBE (født 15. april 1924 i Lincoln, England, død 2. oktober 2016) var en engelsk dirigent og violinist. Han studerede violin på Royal College of Music i London og på konservatoriet i Paris. Spillede i Philharmonia Orchestra og London Symphony Orchestra i 13 år. Studerede direktion hos dirigenten Pierre Monteux i Hancock, Maine i USA. Marriner dannede i 1959 ensemblet Academy of St Martin in the Fields midt i London, var dets dirigent og leder og indspillede en lang række legendariske indspilninger med dem. Han var en fornem fortolker af Mozart og Haydn. Han var leder af Academy of St Martin in the Fields til 1992.
Marriner har også været dirigent for Los Angeles Chamber Orchestra, Minnesota Orchestra og Stuttgarts Radiosymfoniorkester.
I 1985 blev han adlet og modtog i 1979 optagelse i Order of the British Empire for sit arbejde ved Academy of St Martin in the Fields.
Marriner var far til klarinetisten Andrew Marriner.

## Indspilninger
- På plademærkerne Philips, Argo, L'Oiseau Lyre og EMI.